# 1988 Голяма награда на Детройт
1988 Голяма награда на Детройт е 7-о за Голямата награда на Детройт и шести кръг от сезон 1988 във Формула 1, провежда се на 19 юни 1988 година на пистата Детройт (градска писта) в Детройт, Мичиган, САЩ.

## Репортаж
Трасето в Детройт което включва 90-градусови завои, дава шанс на отборите задвижвани с атмосферни двигатели. Времето е горещо, с 33,3 градуса по Целзий. Самият асфалт започва да се разпада, като първите признаци за това са в подгряващите серии Транс-Ам, с признаци за разпадане по време на състезанието за пилотите от Формула 1. Пиерлуиджи Мартини се завръща в Минарди, за да смени напусналия Адриан Кампос. Макларън са пред всички като Аертон Сена взима пола с време 1:40.606. След него обаче са двете Ферари-та на Герхард Бергер и Микеле Алборето. Ален Прост стартира 4-ти а след тях са Тиери Бутсен с Бенетон, Найджъл Менсъл с Уилямс, Алесандро Нанини, Нелсън Пикет, Дерек Уорик и Рикардо Патрезе. От 26 стартирали само Иван Капели не стартира тъй като е контузен. Той първоначално се класира за състезанието с 4.9 секунди изоставане, което го нарежда на 21-ва позиция. Това дава шанс на Никола Ларини с Осела (който е 27-и в квалификацията) да вземе участие, заемайки последната позиция на стартовата решетка.
Преди самото състезание да започне, болидът на Менсъл е паркиран по време на загрявачната обиколка. Той се върна благодарение на Еди Чийвър от Ероуз който му помага да се върне обратно в бокса да вземе резервния болид. Бергер прави чудесен старт както и Сена, но бразилецът затваря вратата към подхода за първия завой. Стефан Йохансон е първият отпаднал от състезанието с прегряване на задвижвания от Лижие двигател Джъд. Нанини изпреварва Менсъл за шеста позиция още в началната фаза на състезанието. Прост преследва двете Ферари-та, като в петата обиколка изпреварва Алборето за трето място и Бергер за второ, обиколка по-късно. След шест обиколки класирането е Сена, Прост, Бергер, Алборето, Бутсен, Нанини, Менсъл, Уорик, Патрезе и Пикет. Маурисио Гужелмин който кара с монтирана на неговия Марч камера се намира на 15-а позиция. Алборето изпреваржа Бергер в началото на седмата обиколка, преди австриеца да напусне надпреварата със спукана гума. Бутсен изпреваржа единственото Ферари за трето място в осмата обиколка, а по-късно италианецът се завърта след контакт с втория Бенетон на Нанини. Това дажа шанс на Менсъл и Патрезе да влязат в точките. Нелсън Пикет е 10-и, макар да е изпреварен от Риал-а на Андреа де Чезарис и АГС-а на Филип Стрейф, и е въвлечен в борба със сънародника си Гужелмин. Скоро Гужелмин го изпреваржа както и Пиерлуиджи Мартини и Далара-та на Алекс Кафи. Нанини отпада с повреда по окачването, което праща де Чезарис в точките. Проблемите на Уилямс продължават, като Менсъл отпада с прегрял двигател в 19-а обиколка, а осем по-късно и Патрезе също преустановшжа своето участие, като паркира на метри до болида на своя съотборник. Де Чезарис, Гужелмин и Мартини влизат в топ 6 след отпаданията на няколко пилоти, включително и трикратния шампион Нелсън Пикет, който се завърта в началото на 27-ата обиколка. Състезанието на Гужелмин също приключва с повреда по неговия Джъд, след като се движи на пета позиция. Пилотите на Макларън спират в бокса, като първи е Прост в 39-а обиколка, а след това Сена, но разликата се запазва от порядъка на 5 – 6 секунди. Микеле Алборето който се движи 8-и, след контакта с Нанини, скоро отпада от състезанието в 45-а обиколка. С многото отпаднали поради механически повреди или завъртания само деветима пилоти завършват като Джулиан Бейли е класиран последен след като се завърта в 59-а обиколка. Макларън отново са непобедими като Сена за трети път печели ГП на Детройт. Самият бразилец намалява скоростта на болида си в последните обиколки, след като по неговите думи, той казва че трасето е започнало да се разпада и че трудно се кара. Много от пилотите също са недоволни от състоянието на асфалта, което води и премахването на трасето като домакин на Гран При от следващия сезон. Също така още една причина което води до изваждането на това ГП е че пит-лейнът не среща нужните изисквания. От следващия сезон състезанието се премества от Детройт до Финикс, Аризона като носи името Голяма награда на САЩ.

## Класиране

### Състезание
| Поз | No | Пилот              | Конструктор    | Оби. | Време/Отпадане | Място | Точки |
| --- | -- | ------------------ | -------------- | ---- | -------------- | ----- | ----- |
| 1   | 12 | Айртон Сена        | Макларън-Хонда | 63   | 1:54:56.035    | 1     | 9     |
| 2   | 11 | Ален Прост         | Макларън-Хонда | 63   | + 38.713       | 4     | 6     |
| 3   | 20 | Тиери Бутсен       | Бенетон-Форд   | 62   | + 1 Об.        | 5     | 4     |
| 4   | 22 | Андреа де Чезарис  | Риал-Форд      | 62   | + 1 Об.        | 12    | 3     |
| 5   | 3  | Джонатан Палмър    | Тирел-Форд     | 62   | + 1 Об.        | 17    | 2     |
| 6   | 23 | Пиерлуиджи Мартини | Минарди-Форд   | 62   | + 1 Об.        | 16    | 1     |
| 7   | 29 | Яник Далмас        | Ларус-Форд     | 61   | + 2 Об.        | 24    |       |
| 8   | 36 | Алекс Кафи         | Далара-Форд    | 61   | + 2 Об.        | 21    |       |
| 9   | 4  | Джулиън Бейли      | Тирел-Форд     | 59   | Завъртане      | 22    |       |
| Отп | 24 | Луис Перес-Сала    | Минарди-Форд   | 54   | Ск.кутия       | 25    |       |
| Отп | 30 | Филип Алио         | Ларус-Форд     | 46   | Полуоска       | 14    |       |
| Отп | 33 | Стефано Модена     | ЕуроБрун-Форд  | 46   | Завъртане      | 19    |       |
| Отп | 27 | Микеле Алборето    | Ферари         | 45   | Сблъсък        | 3     |       |
| Отп | 25 | Рене Арну          | Лижие-Джъд     | 45   | Прегряване     | 20    |       |
| Отп | 15 | Маурисио Гужелмин  | Марч-Джъд      | 34   | Двигател       | 13    |       |
| Отп | 6  | Рикардо Патрезе    | Уилямс-Джъд    | 26   | Електро        | 10    |       |
| Отп | 1  | Нелсон Пикет       | Лотус-Хонда    | 26   | Завъртане      | 8     |       |
| Отп | 32 | Оскар Лараури      | ЕуроБрун-Форд  | 26   | Ск.кутия       | 23    |       |
| Отп | 17 | Дерек Уорик        | Ероуз-Мегатрон | 24   | Завъртане      | 9     |       |
| Отп | 5  | Найджъл Менсъл     | Уилямс-Джъд    | 18   | Двигател       | 6     |       |
| Отп | 14 | Филип Стрейф       | АГС-Форд       | 15   | Окачване       | 11    |       |
| Отп | 19 | Алесандро Нанини   | Бенетон-Форд   | 14   | Окачване       | 7     |       |
| Отп | 18 | Еди Чийвър         | Ероуз-Мегатрон | 14   | Електро        | 15    |       |
| Отп | 21 | Никола Ларини      | Осела          | 7    | Двигател       | 26    |       |
| Отп | 28 | Герхард Бергер     | Ферари         | 6    | Спукана гума   | 2     |       |
| Отп | 26 | Стефан Йохансон    | Лижие-Джъд     | 2    | Прегряване     | 18    |       |
| НСт | 16 | Иван Капели        | Марч-Джъд      | 0    | Ранен          | 0     |       |
| НКв | 2  | Сатору Накаджима   | Лотус-Хонда    |      |                | 0     |       |
| НКв | 10 | Бернд Шнайдер      | Закспийд       |      |                | 0     |       |
| НКв | 9  | Пиеркарло Гинзани  | Закспийд       |      |                | 0     |       |
| НКв | 31 | Габриеле Таркини   | Колони-Форд    |      |                | 0     |       |

## Класиране след състезанието
| Поз | Пилот          | Точки |
| --- | -------------- | ----- |
| 1   | Ален Прост     | 45    |
| 2   | Айртон Сена    | 33    |
| 3   | Герхард Бергер | 18    |
| 4   | Тиери Бутсен   | 11    |
| 5   | Нелсон Пикет   | 11    |

| Поз | Конструктор    | Точки |
| --- | -------------- | ----- |
| 1   | Макларън-Хонда | 78    |
| 2   | Ферари         | 27    |
| 3   | Бенетон-Форд   | 12    |
| 4   | Лотус-Хонда    | 12    |
| 5   | Ероуз-Мегатрон | 9     |